# Som
Som je sladkovodna riba iz družine pravih somov.

## Opis
Som je velika riba z dolgim, valjastim telesom, ki ni pokrito z luskami. Ima veliko glavo z velikimi usti, okoli katerih so trije pari brkov in majhnimi očmi. V ustih ima več vrst zob. Predrepna plavut je dolga in sega od sredine trebuha vse do repne plavuti.
Zgornja stran telesa je temno do olivno zelene barve ali celo skoraj povsem črna, boki pa so marmorirani svetlo sivih do olivnih ali rjavkastih tonov. Trebuh je belkaste barve, plavuti pa so temne in lahko pri starejših primerkih postanejo rdečkaste.
Spolno dozori v petem ali šestem letu starosti, drstiti pa se začnejo od maja do junija v vodnem rastlinju, kjer samec zgradi nekakšno gnezdo, v katerega samica odloži okoli 30.000 iker na kilogram telesne teže. Ikre do dokončnega razvoja čuva samec. Prezimijo v globokih tolmunih in luknjah na dnu rek ali jezer.

## Razširjenost in uporabnost
Som je največja sladkovodna riba, ki lahko zraste do 3 metrov v dolžino in doseže preko 100 kg (uradno največji ulovljen som je meril 2,67 m ter tehtal 127 kg). Prehranjuje se pretežno z drugimi ribami, pogosto pa tudi z mrhovino ali celo vodnimi pticami.
Razširjen je v porečju Donave, živi pa tudi v vseh rekah, ki se stekajo v Baltik. Na vzhodu je razširjen v rekah, ki se stekajo v Kaspijsko jezero, Azovsko morje in Aralsko jezero. Na severu ga najdemo na Švedskem, polotoku Jutland in na Finskem. V Franciji poseljuje reko Doubs. Pojavlja se tudi v vodotokih jugovzhodne Anglije. V Rusiji je razširjen tudi v porečju reke Neve in v Ladoškem jezeru.
V Sloveniji poseljuje Savo, Muro, Dravo s pritoki, Krko, Savinjo, Ljubljanico, Vipavo, pa tudi Blejsko in Bohinjsko jezero. Vlagajo ga tudi v večje ribnike, predvsem zaradi športnega ribolova.
Som je dokaj pomembna gospodarska riba, privlačen pa je tudi za športne ribiče, ki ga lovijo na vobler, trnek in blestivke. Ponekod v Evropi ga ogroža onesnaževanje in prevelik izlov.
V zadnjih desetletjih so začeli mladice vzrejati tudi umetno in jih vlagati v vodotoke. V Sloveniji so ukrepi za zaščito soma najmanjša lovna mera, lovopust v času drsti ter zavarovanje drstišč.